# Női magasugrás a 2011. évi nyári európai ifjúsági olimpiai fesztiválon
A 2011. évi nyári európai ifjúsági olimpiai fesztiválon az atlétikai versenyszámokat Trabzonban rendezték. A női magasugrás selejtezőjét július 25.-én, a döntőjét pedig július 26.-án rendezték.

## Selejtező
Az összesített eredmények alapján a legjobb eredménnyel rendelkező 12 atléta jutott a döntőbe.
| H  | Cs | Név                   | Nemzet        | 155 | 160 | 165 | 170 | 174 | 177 | 180 | E    | Mj   |
| -- | -- | --------------------- | ------------- | --- | --- | --- | --- | --- | --- | --- | ---- | ---- |
| 1  | A  | Desiree Rossit        | Olaszország   |     |     | o   | o   | o   | o   |     | 1.77 | q    |
| 2  | A  | Dior Delophont        | Franciaország |     |     | o   | o   | xo  | o   |     | 1.77 | q    |
| 3  | A  | Lucija Zubcic         | Horvátország  |     |     | o   | o   | xxo | xo  |     | 1.77 | q    |
| 3  | A  | Leontia Kallenou      | Ciprus        |     |     | o   | o   | xxo | xo  |     | 1.77 | q    |
| 5  | B  | Heidi Erkinheimo      | Finnország    |     |     | xo  | o   | xo  | xxo |     | 1.77 | q PB |
| 5  | A  | Ligia Damaris Grozav  | Románia       |     |     | o   | xxo | o   | xxo |     | 1.77 | q    |
| 7  | B  | Iryna Gerashchenko    | Ukrajna       |     |     | o   | xo  | o   | xxx |     | 1.74 | q    |
| 8  | A  | Ioanna Koltsidou      | Görögország   |     |     | o   | o   | xo  | xxx |     | 1.74 | q    |
| 8  | B  | Alexandra Yaryshkina  | Oroszország   |     |     | o   | o   | xo  | xxx |     | 1.74 | q    |
| 10 | B  | Nikola Parilova       | Csehország    |     | o   | xo  | o   | xo  | xxx |     | 1.74 | q    |
| 11 | B  | Czuth Réka            | Magyarország  |     |     | o   | o   | xxo | xxx |     | 1.74 | q    |
| 11 | B  | Nathalie Lauber       | Svájc         |     |     | o   | o   | xxo | xxx |     | 1.74 | q    |
| 13 | B  | Julija Undine Dindune | Lettország    |     |     | o   | xxo | xxo | xxx |     | 1.74 |      |
| 14 | A  | Gintare Nesteckyte    | Litvánia      |     | o   | xo  | xxo | xxo | xxx |     | 1.74 |      |
| 15 | B  | Imke Susann Onnen     | Németország   |     | o   | o   | xo  | xxx |     |     | 1.70 |      |
| 15 | B  | Veronika Podlesnik    | Szlovénia     |     | o   | o   | xo  | xxx |     |     | 1.70 |      |
| 17 | B  | Marjolein Lindemans   | Belgium       |     |     | xo  | xo  | xxx |     |     | 1.70 |      |
| 18 | A  | Julia Slezacek        | Ausztria      |     | o   | o   | xxx |     |     |     | 1.65 |      |
| 18 | A  | Tanita Hofmans        | Hollandia     |     | o   | o   | xxx |     |     |     | 1.65 |      |
| 20 | A  | Aisling Croke         | Írország      |     | xo  | o   | xxx |     |     |     | 1.65 |      |
| 21 | B  | Lucia Mokrasova       | Szlovákia     | o   | o   | xo  | xxx |     |     |     | 1.65 |      |
| 22 | A  | Kadriye Aydin         | Törökország   |     | xo  | xo  | xxx |     |     |     | 1.65 |      |
| 23 | A  | Sandra Christensen    | Dánia         | o   | o   | xxx |     |     |     |     | 1.60 |      |

## Döntő
| H     | Név                  | Nemzet        | 170 | 175 | 179 | 182 | 185 | 188 | E    | Mj |
| ----- | -------------------- | ------------- | --- | --- | --- | --- | --- | --- | ---- | -- |
| Arany | Dior Delophont       | Franciaország | o   | o   | o   | o   | xo  | xxx | 1.85 | PB |
| Ezüst | Leontia Kallenou     | Ciprus        | o   | o   | o   | xxx |     |     | 1.79 |    |
| Bronz | Ligia Damaris Grozav | Románia       | o   | o   | xo  | xxx |     |     | 1.79 |    |
| 4     | Lucija Zubcic        | Horvátország  | o   | o   | xxx |     |     |     | 1.75 |    |
| 4     | Desiree Rossit       | Olaszország   | o   | o   | xxx |     |     |     | 1.75 |    |
| 6     | Czuth Réka           | Magyarország  | xo  | xo  | xxx |     |     |     | 1.75 |    |
| 6     | Iryna Gerashchenko   | Ukrajna       | xo  | xo  | xxx |     |     |     | 1.75 |    |
| 8     | Ioanna Koltsidou     | Görögország   | xxo | xo  | xxx |     |     |     | 1.75 |    |
| 9     | Nikola Parilova      | Csehország    | o   | xxx |     |     |     |     | 1.70 |    |
| 9     | Heidi Erkinheimo     | Finnország    | o   | xxx |     |     |     |     | 1.70 |    |
| 11    | Alexandra Yaryshkina | Oroszország   | xxo | xxx |     |     |     |     | 1.70 |    |
| -     | Nathalie Lauber      | Svájc         | xxx |     |     |     |     |     | -    | NM |